# Macalla
Macalla is een geslacht van vlinders van de familie snuitmotten (Pyralidae), uit de onderfamilie Epipaschiinae.

## Soorten
- M. admotalis Dognin, 1904
- M. aenochroa Hampson, 1906
- M. albifurcalis Hampson, 1916
- M. amauropis Turner, 1926
- M. amica Butler, 1879
- M. apicalis Kenrick, 1907
- M. arctata Druce, 1902
- M. atricinctalis Hampson, 1916
- M. baibarana Shibuya, 1928
- M. basiochra Turner, 1937
- M. boliviana Schaus, 1925
- M. brachyscopalis Hampson, 1912
- M. camphorella Joannis, 1930
- M. caradriniformis Kenrick, 1907
- M. carbonifera Meyrick, 1932
- M. cletolis Turner, 1905
- M. congenitalis Caradja, 1931
- M. conjuncta Warren
- M. crypserythra Turner, 1904
- M. cupreotincta Janse, 1922
- M. cuproviridalis Moore, 1867
- M. curtulalis Kenrick, 1907
- M. chloanthes (Turner, 1913)
- M. chlorographalis Hampson, 1916
- M. chlorophoena Turner, 1913
- M. cholica Meyrick, 1884
- M. derogatella Walker, 1863
- M. diaprepes Turner, 1925
- M. dimidialis Snellen, 1890
- M. dochmoscia Turner, 1905
- M. dubiosalis Caradja, 1925
- M. ebenina Turner, 1904
- M. elaea Hampson, 1906
- M. elegans Butler, 1881
- M. elutalis Caradja, 1925
- M. eumictalis Hampson, 1912
- M. eupepla Turner, 1915
- M. exrufescens Hampson, 1896
- M. fasciculata Hampson, 1906
- M. fasciolata Rothschild, 1916
- M. finstanalis Schaus, 1922
- M. flavicollaris Hampson, 1916
- M. fuliginosa Rothschild, 1916
- M. fulvitinctalis Hampson, 1906
- M. galeata Hampson, 1906
- M. glastianalis Schaus, 1922
- M. glaucochrysalis Hampson, 1906
- M. glyceropa Turner, 1937
- M. grisealis Hampson, 1906
- M. habitalis Guenée, 1854
- M. hicanodes Turner, 1937
- M. hoenei Caradja, 1931
- M. hupehensis Hampson, 1916
- M. hypnonalis Hampson, 1899
- M. hypoxantha Hampson, 1896
- M. ignezonalis Hampson, 1906
- M. impurella Caradja, 1925
- M. kwangtungialis Caradja, 1925
- M. lakasy Viette, 1981
- M. lithochlora (Lower, 1896)
- M. loxophaea Turner, 1937
- M. madegassalis Viette, 1960
- M. malgassica Kenrick, 1916
- M. marginata Schaus, 1912
- M. marmorea Warren, 1891
- M. mauritanica Amsel, 1953
- M. melanobasis Hampson, 1906
- M. melapastalis Hampson, 1906
- M. melli Caradja, 1934
- M. mesoleucalis Hampson, 1916
- M. metasarcia Hampson, 1903

- M. metaxanthalis Hampson, 1916
- M. minoralis Hampson, 1906
- M. mioswari Kenrick, 1912
- M. mnesibrya Meyrick, 1884
- M. mniarias Turner, 1905
- M. mniomima Turner, 1913
- M. nankingialis Caradja, 1925
- M. nauplialis Walker, 1859
- M. nebulosa Schaus, 1912
- M. nephelodes Turner, 1933
- M. niveorufa Hampson, 1906
- M. noctuipalpis Dognin, 1908
- M. nubilalis Hampson, 1893
- M. nyctichroalis Hampson, 1916
- M. nyctizonalis Hampson, 1916
- M. obliquilineata Shibuya, 1928
- M. ochroalis Hampson, 1916
- M. ochrotalis Hampson, 1906
- M. olivaceoalba Rothschild, 1916
- M. olivalis Kenrick, 1912
- M. olivaris Hampson, 1916
- M. pallidalis Swinhoe, 1916
- M. pallidomedia Dyar, 1910
- M. parvula Hampson, 1896
- M. peloscia Turner, 1913
- M. pentabela Turne, 1915
- M. peratophaea Turner, 1937
- M. perdentalis Kenrick, 1907
- M. phaeobasalis Hampson, 1916
- M. phaeopasta Turner, 1918
- M. phaeoperalis Hampson, 1916
- M. phidiasalis Walker, 1858
- M. philiasalis Walker, 1863
- M. plicatalis Hampson, 1903
- M. plumbeopictalis Hampson, 1916
- M. poliophanes Turner, 1913
- M. polychroalis Kenrick, 1907
- M. polyscia (Turner, 1913)
- M. pomalis Kenrick, 1907
- M. pretiosalis Caradja, 1925
- M. pseudopinguinalis Caradja, 1925
- M. purpureopicta Hampson, 1916
- M. pyrastis Meyrick, 1887
- M. recurvalis Walker, 1863
- M. regalis Jones, 1912
- M. ridiculalis Caradja, 1925
- M. rubripalpalis Hampson, 1916
- M. rufibarbalis Hampson, 1903
- M. rufitinctalis Warren, 1896
- M. rugosalis Hampson, 1916
- M. sagarisalis Walker, 1858
- M. seyrigalis Marion & Viette, 1956
- M. shanghaiella Caradja, 1925
- M. shibuyai West, 1931
- M. soudanensis (Rothschild, 1921)
- M. streptomela Lower, 1896
- M. syrichtusalis Walker, 1859
- M. tegulalis Walker, 1863
- M. tenebrosalis Kenrick, 1907
- M. termenipuncta Schaus, 1925
- M. thyrsisalis Walker, 1859
- M. umbrosalis Hampson, 1916
- M. unipunctalis Kenrick, 1907
- M. vadoni Viette, 1981
- M. validalis Walker, 1865
- M. viridetincta Caradja, 1925
- M. viridirufalis Hampson, 1916
- M. wollastoni Rothschild, 1916
- M. zelleri Grote, 1876
- M. zophera Turner, 1904